# CEV Challenge Cup
CEV Challenge Cup (CEV Challenge Cup), mezi lety 1980 – 2007 známý jako CEV Cup, je třetí oficiální soutěží pro mužské volejbalové kluby Evropy. Koná se každoročně. Pohár je organizován Evropskou volejbalovou konfederací (CEV) a jeho účelem bylo umožnit více klubům, aby se mohly účastnit evropských soutěží. V roce 2007 byl přejmenován na CEV Challenge Cup po rozhodnutí CEV přejmenovat svou druhou oficiální soutěž (známou jako Top Teams Cup) na CEV Cup.

## Historie
Historicky nejúspěšnější zemí je Itálie s 28 prvenstvími. Nejúspěšnější klub je Modena Volley (Itálie) s 5 prvenstvími.
Jediným československým zástupcem v semifinále poháru byl v sezóně 1986/1987 Červená Hviezda Bratislava, který vyhrál souboj o 3. místo s Euphony Asse-Lennik (Niz).
Za Česko hrály semifinále Aero Odolena Voda 1996 (3.), 1997 (4.), Jihostroj České Budějovice 1998 (4.), Dukla Liberec 2010 (4.), 2013 (SF) a Lvi Praha 2021 (SF).
Od sezóny 2010/2011 se nehraje o 3. místo.

#### Názvy poháru
CEV Cup (1980/81 až 2006/2007)
CEV Challenge Cup (2007/08 do současnosti)

## Systém soutěže
CEV Challenge Cup se hraje vyřazovacím systémem doma a venku, za stavu 1:1 na zápasy následuje ihned po druhém zápase tzv. "zlatý set".

## Vítězové
| - 1980–1981: AS Cannes - 1981-82: Star Lift Voorburg - 1982–1983: Panini Modena - 1983-84: Panini Modena - 1984-85: Panini Modena - 1985-86: Kutiba Falconara - 1986-87: Ener–Mix Milano - 1987-88: Avtomobilist Leningrad - 1988-89: Avtomobilist Leningrad - 1989–90: Moerser SC - 1990-91: Sisley Treviso - 1991–92: Maxicono Parma - 1992-93: Sisley Treviso - 1993–94: Ignis Padova | - 1994-95: Pallavolo Parma - 1995–96: Alpitour Traco Cuneo - 1996-97: Porto Ravenna Volley - 1997-98: Sisley Treviso - 1998-99: Palermo Volley - 1999–00: Roma Volley - 2000-01: Lube Banca Marche Macerata - 2001-02: Noicom Cuneo - 2002-03: Sisley Treviso - 2003-04: Kerakoll Modena - 2004-05: Lube Banca Marche Macerata - 2005-06: Lube Banca Marche Macerata - 2006-07: Fakel Nový Urengoy - 2007-08: Cimone Modena | - 2008-09: Arkas İzmir - 2009–10: RPA Perugia - 2010-11: Lube Banca Marche Macerata - 2011–12: Tytan AZS Częstochowa - 2012–13: Copra Elior Piacenza - 2013–14: Fenerbahçe Grundig - 2014–15: Vojvodina Novi Sad - 2015–16: Calzedonia Verona - 2016–17: Fakel Nový Urengoy - 2017–18: Bunge Ravenna - 2018–19 : Belogorie Belgorod - 2020–21: Allianz Powervolley Milano - 2021–22: Volej z Narbonne - 2022–23: Olympiakos Pireus |